# 灵乡镇
灵乡镇，是中华人民共和国湖北省黃石市大冶市下辖的一个乡镇级行政单位。

## 行政区划
灵乡镇下辖以下地区：
灵乡街道社区居委、灵乡铁矿社区居委、贺铺村、张河村、长坪村、宫台村、子山村、岩峰村、谈桥村、红峰村、南畈村、戴岭村、马桥村、大庄村、罗桥村、风桥村、风亭村、坳头村、大畈村、芭山村、曹铺村、西畈李村、毛铺村和灵成工业园社区。